# Wilf Paiement
Wilfred Paiement Jr. (Earlton, 16 ottobre 1955) è un ex hockeista su ghiaccio canadese che ha militato come ala destra in National Hockey League dal 1974 al 1987 per sette squadre diverse.

## Carriera

### Club
Wilf Paiement fu selezionato al primo giro (2ª posizione assoluta) in occasione del draft del 1974 dai Kansas City Scouts. Giocò per due stagioni presso Kansas City prima del trasferimento della squadra a Colorado, dove divennero i Colorado Rockies.
Il 25 ottobre 1978 Paiement si rese protagonista di un brutto gesto: in occasione di un match contro i Detroit Red Wings colpì Dennis Polonich col il bastone. La forza del contrasto causò a Polonich diverse lacerazioni facciali, una commozione cerebrale e la rottura del naso, ricostruito chirurgicamente. Oltre alla penalità di partita Paiement dovette scontare la seconda squalifica per lunghezza mai data fino ad allora, 15 partite. Polonich si ristabilì e ricevette un indennizzo di 850000 $, ma da quel momento in poi soffrì problemi respiratori.
Il 29 dicembre 1979 Paiement fu ceduto dai Rockies ai Toronto Maple Leafs insieme a Pat Hickey in cambio di Lanny McDonald e Joel Quenneville.
Paiement disputò a Toronto le tre successive stagioni, prima di venire scambiato con i Quebec Nordiques in cambio di Miroslav Frycer e una scelta al settimo turno del draft 1982. Dopo altre cinque stagioni a Quebec, fu ceduto al termine della stagione 1985-1986 ai New York Rangers in cambio di Steve Patrick. Nella "Grande Mela" giocò 26 incontri, la maggior parte dei quali nei play-off.
I Buffalo Sabres ingaggiarono lo svincolato Paiement il 6 ottobre 1986. Dopo un'unica stagione trascorsa con i Sabres terminò la propria carriera in NHL con la maglia dei Pittsburgh Penguins, per poi dire addio all'hockey su ghiaccio con i Muskegon Fury nella IHL al termine della stagione 1987-88.

### Nazionale
Paiement fece parte della nazionale canadese in occasione del mondiale austriaco del 1977, il primo dal ritiro dei canadesi dalle competizioni IIHF nel 1970. Durante il torneo tuttavia, come altri compagni, più che per i risultati si fece notare per il gioco sporco, spesso coinvolto in interventi pericolosi contro gli avversari. Nei due mondiali successivi che disputò conquistò rispettivamente una medaglia di bronzo ed il premio come miglior attaccante del torneo. Complessivamente in 28 incontri ufficiali Paiement segnò 14 reti e fornì 9 assist.

## Palmarès

### Individuale
- OHL First All-Star Team: 1

St. Catharines: 1973-1974
- NHL All-Star Game: 3

1976, 1977, 1978
- Miglior attaccante del Campionato mondiale di hockey su ghiaccio: 1

Unione Sovietica 1979